# Zonitis stevewardi
Zonitis stevewardi là một loài bọ cánh cứng trong họ Meloidae. Loài này được Pinto miêu tả khoa học năm 2001.